# Goran Gatarić
Goran Gataric (Subotinje, el 14 de octubre de 1961) un pintor serbio y artista independiente.

## Biografía

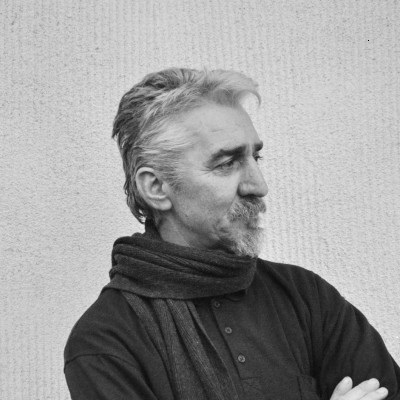
Goran Gataric

Gataric nació el 14 de octubre de 1961, en un pequeño pueblo de Subotinje, municipio de Kakanj (Bosnia y Herzegovina, RFS de Yugoslavia). Estuvo viviendo y trabajando en Zenica y Sarajevo, pero a principios de los años 90 se trasladó a Milán, para pasar unos años de su vida en Italia. Allí es donde conoce a Maria Campitelli, una crítica de arte, que le aconseja permanecer en Italia para acabar de su carrera artística. Sin embargo, el cambio repentino causado por la guerra civil en Bosnia, le hizo abandonar Italia y regresar a su país de origen. Durante la guerra, Gataric estaba trabajando en su obra, la cual causó mucho interés entre el personal militar de la SFOR, los cuales destacaban por ser los principales compradores de arte durante la guerra.  Después de la guerra se traslada a Bratunac, Bosnia y Herzegovina, para organizar diferentes exposiciones de sus piezas de arte.
Actualmente, Gatarić vive en un pequeño campo llamado Mačva, Serbia.

### Exposiciones y premios
- 1988, Zenica, Bosnia y Herzegovina. Muestra colectiva, Tomislav Perazić Colección.
- 1994, Ilidža, Sarajevo, Bosnia y Herzegovina. Encuentro de Pintores de la República Srpska, Ganador del primer premio.
- 1994, Novi Sad, Serbia. Exposición individual, La Presentación de Sarajevo Oriental.
- 1996 Ljubovija, Bosnia y Herzegovina, Exposición individual.
- 1997 Pale, Bosnia y Herzegovina. Colonia del arte de Pale.
- 1999, Bratunac, Bosnia y Herzegovina. Muestra colectiva.
- 2000, Zvornik, Bosnia y Herzegovina. Exposición Grupo (Colección de Goran Gatarić, Branko Nikitović, Obren Krstić).

Hoy en día, sus obras de arte están presentes en los hogares de personas destacables en Serbia como Nikola Kojo, Dragan Bjelogrlić, Mira Bulatovic, Nikola Koljević, Isidora Bjelica, Zeljko Samardžić. Algunas de sus piezas se puede visitar en el Teatro Nacional de Serbia en Novi Sad, Serbia.

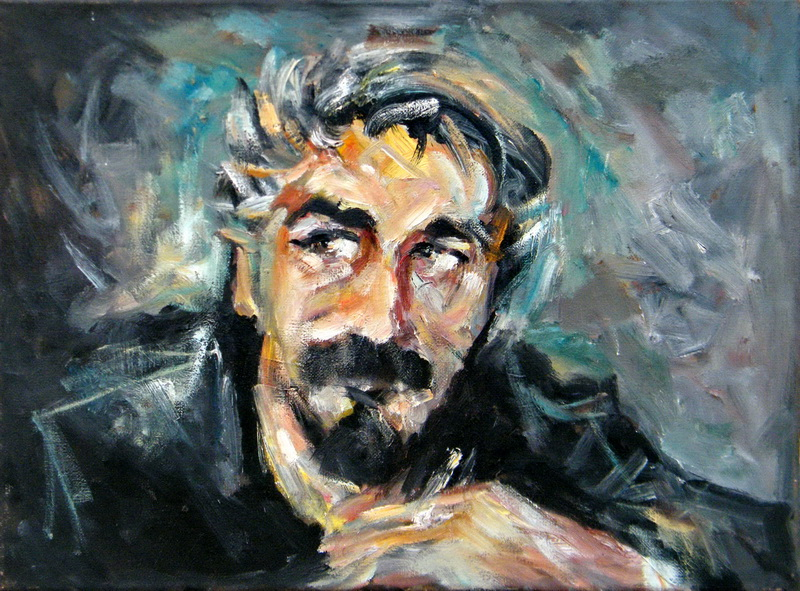
Goran Gatarić, Self-Portrait, 30×40, Oil on canvas

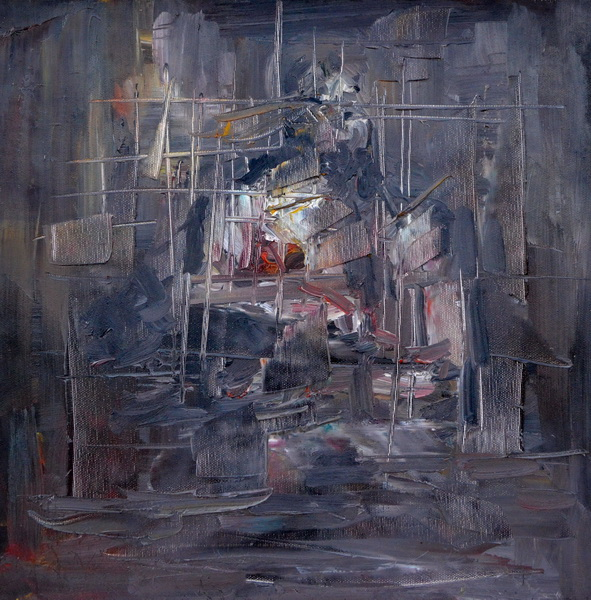
Goran Gatarić, The Path of Christ, 40×40, Oil on canvas

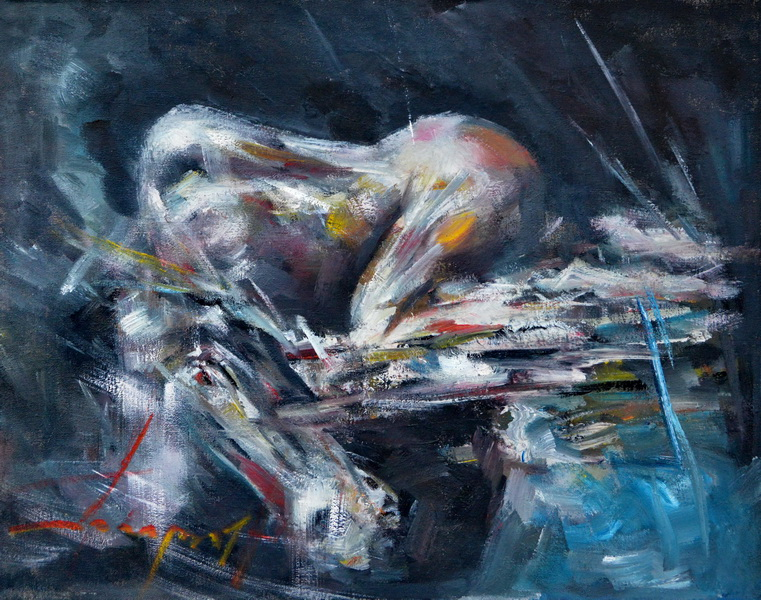
Goran Gatarić, Woman At the Dock ll, 40×50.5, Oil on canvas

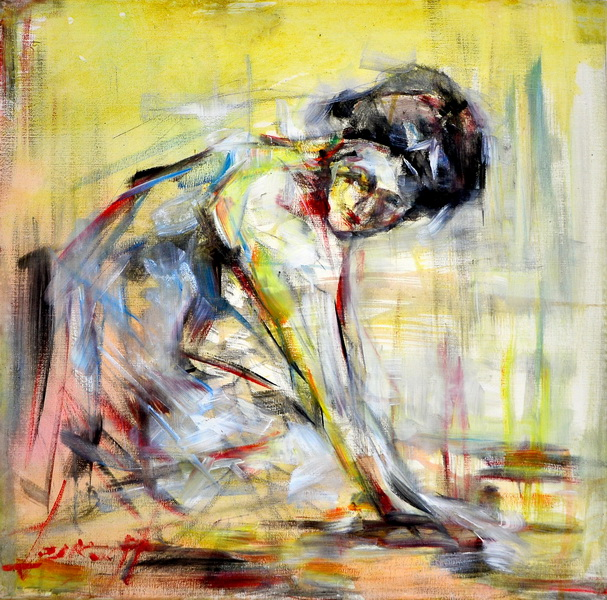
Goran Gatarić, Cleaning Lady, 50x50, Oil on canvas

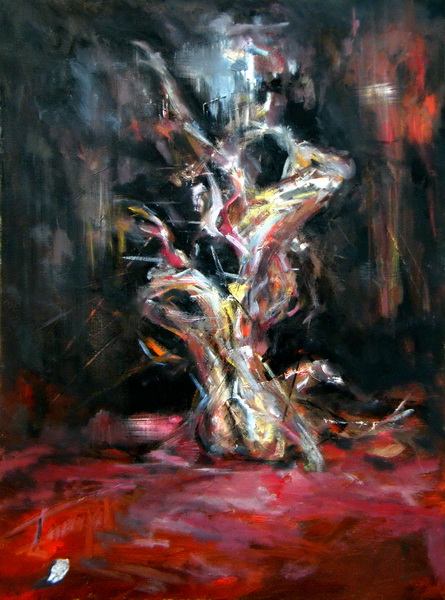
Goran Gatarić, The Birth, 80x60, Oil on canvas